# José Moreno Villa
José Moreno Villa (Málaga, España, 16 de febrero de 1887 - Ciudad de México, 25 de abril de 1955) fue un archivero, bibliotecario, poeta, articulista, crítico, historiador de arte, documentalista, dibujante y pintor español. Enmarcado en la Generación del 27, durante la Segunda República española fue director del Archivo del Palacio Nacional de España. Con la guerra civil española se exilió primero en los Estados Unidos y posteriormente en México.

## Biografía
Nació en una familia de la burguesía malagueña dedicada al comercio internacional y de ideología conservadora. Hijo del diputado conservador y miembro de Unión Monárquica Nacional José Moreno Castañeda y de Rosa Villa Corró. Nieto del alcalde de Málaga por el partido conservador y amigo de Cánovas, Miguel Moreno Mazón. La familia comerciaba con el vino de Málaga y por esta razón su padre le envió a estudiar química a Alemania (1904-1908) carrera que no termina ya que “no podía ni quería dedicarme a analizar vinos en Málaga”. A su regreso comenzó a relacionarse con la bohemia artística de la ciudad que se reunía en las tertulias del Café Inglés en la malagueña calle Larios, conociendo a otros jóvenes poetas como Emilio Prados, Manuel Altolaguirre, José María Hinojosa o José María Souviron, entre otros, y editando la revista Gibralfaro, precursora del animado panorama cultural de la ciudad y de otras revistas malagueñas como Ambos, Vida Gráfica o la celebérrima Litoral, de Altolaguirre y Prados. 
Ya en Madrid, colabora con la Institución Libre de Enseñanza, frecuenta la Residencia de Estudiantes y hace amistad con Alberto Sánchez Pérez y Benjamín Palencia; con quienes participa, en 1925, en la Exposición de la Sociedad de Artistas Ibéricos en el Parque del Retiro madrileño, y a los que acompaña en la experiencia conocida como primera Escuela de Vallecas. Compuso la revista Arquitectura desde 1927 hasta 1933, colaboró con la editorial Calleja desde 1917 hasta 1921 y en el Centro de Estudios Históricos desde 1910 hasta 1916.
Desde su labor como historiador especializado en arte y responsable de archivos, contribuyó a la investigación del patrimonio artístico español y a la divulgación de la arquitectura moderna que empezaba a realizarse en España a partir de los años 20; fue el primer crítico y analista de arquitectura desde su sección semanal en el diario El Sol, su trabajo en la revista oficial de la Escuela de Arquitectura de Madrid y como organizador de la primera visita de Le Corbusier a España.  
En 1921 funge como bibliotecario en el Instituto Jovellanos,de Gijón, elaboró el Catálogo de dibujos de dicha institución y tradujo del alemán el de Heinrich Wölfflin, Conceptos fundamentales en la Historia del Arte (Espasa-Calpe, 1924), poco antes de dicha obra, la editorial Calleja le publicó su libro sobre Velázquez (Moreno Villa seleccionó todas las publicaciones sobre arte de editorial Calleja, de Madrid, en el periodo 1916 a 1921). En 1931 se le nombró director del Archivo General de Palacio en el que investigó sobre los bufones que pintó Velázquez, integró valiosa información y catalogación formal al respecto, que publicó, ya en México, con el título de Locos, enanos, negros, y niños palaciegos (La Casa de España en México, 1939). En 1937 se integra en México al grupo de intelectuales que frecuentara en Montparnasse: Federico Cantú, Alfonso Reyes, Luis Cardoza y Aragón, Renato Leduc. 
Llegó a México el 7 de mayo de 1937, en plena guerra civil española, y trabajó clasificando cuadros de Bienes Nacionales, además ofreció conferencias y participó con dibujos y pinturas en varias exposiciones celebradas durante 1937 y 1938. Se integró a La Casa de España en México, que inició sus actividades en 1938 y en enero de 1939 se casó con Consuelo Nieto, viuda de Genaro Estrada.
Su compromiso con la Segunda República española hizo que se exiliara, primero en Estados Unidos y luego en México donde, como él mismo admite, su producción se 'mexicaniza'. Sobre este país escribió su Cornucopia mexicana. En 1944 publicó en ese país su autobiografía, Vida en claro, edición conjunta de El Colegio de México y el Fondo de Cultura Económica, y reeditada en 1976 en España y México por dicho Fondo, (y más tarde recuperada en 2006 por editorial Visor).

## Reconocimientos
Juan Ramón Jiménez dejó dos retratos irónicos de él, en Españoles de tres mundos: "No sé qué tiene ese amigo que siempre que viene siempre viene bien", "es de madera escogida, desnuda, natural a trechos, o raramente estofada aquí y allá con sobriedad y rigor". Por su parte, el escritor Antonio Muñoz Molina lo incluyó en su novela La noche de los tiempos, caracterizándolo como uno de los amigos del protagonista principal, Ignacio Abel, reivindicando así su figura como precursor de ideas que no supo o no pudo rentabilizar y que otros utilizarían como propias.
En 1998 recibió el título de Hijo de la provincia de Málaga. El Museo de Málaga conserva cuarenta y nueve de sus obras, realizadas en técnicas diferentes y que abarcan distintos estilos.

## Obras

### Poesía
- Garba (1913)
- El pasajero, prólogo de José Ortega y Gasset (1914)
- Luchas de Pena y Alegría y su transfiguración (1915)
- Evoluciones. Cuentos, Caprichos, Bestiario, Epitafios y Obras paralelas (1918)
- Colección. Poesías (1924)
- Jacinta la Pelirroja. Poema en poemas y dibujos (1929). Editorial Castalia, 2000 ISBN 978-84-7039-867-4. Edición de Humberto Huergo Cardoso. Barcelona: Anthropos, 2021.
- Carambas (1931), Ediciones Norba 10004, 1989 ISBN 978-84-87324-00-0
- Puentes que no acaban. Poemas (1933)
- Salón sin muros (1936)
- Puerta severa (1941)
- La noche del Verbo (1942)
- Voz en vuelo a su cuna (Avance de ese libro inédito) Edición Ángel Caffarena Such (1961)
- Voz en vuelo a su cuna prólogo León Felipe, epílogo Juan Rejano (1961)

#### Antologías
- La música que llevaba. Antología poética (1913-1947). Editorial Losada (1949)
- La poesía de José Moreno Villa, Edición José Francisco Cirre Jiménez (1963)
- Antología, Edición Luis Izquierdo Salvador en Plaza & Janés (1982)
- Bestiario, Presentación Mario Hernández, Edición Centro Cultural de la Generación del 27 (1985)
- Bestiario: 1917, Edición El Crotalón (1985) ISBN 978-84-86163-33-4
- Colección de poesías, Consejo Superior de Investigaciones Científicas, 1987.
- José Moreno Villa, vida y poesía antes del exilio (1887-1937), Edición María Antonia López Frías, 1990.
- Antología poética. Editorial Don Quijote, 1992.
- Antología poética . Editoriales Andaluzas Unidas, 1993.
- Poesías completas Publicaciones de la Residencia de Estudiantes (1998), Edición Juan Pérez de Ayala.
- La música que llevaba. Antología poética, Ediciones Cátedra, 2010, Edición Juan Cano Ballesta.

### Crítica artística
- Velázquez (1920)
- Dibujos del Instituto Jovellanos (1926)
- La escultura colonial mexicana (1941)
- Lo mexicano en las artes plásticas (1948)
- Temas de arte. Selección de escritos periodísticos sobre pintura, escultura, arquitectura y música (1916-1954), Pre-Textos, edición Humberto Huergo Cardoso, 2001 ISBN 978-84-8191-360-6
- Función contra forma y otros escritos sobre arquitectura madrileña, 1927-1935. Valencia, I See Books, 2010. ISBN 978-84-935326-6-6. Edición, introducción y notas de Humberto Huergo Cardoso.

### Crítica literaria
- Leyendo a San Juan de la Cruz, Garcilaso, Fr. Luis de León, Bécquer, R. Darío, J. Ramón Jiménez, Jorge Guillén, García Lorca, A. Machado, Goya, Picasso (1944)
- Doce manos mexicanas (datos para la historia literaria). Ensayo de quirosofía (1941)
- Los autores como actores. Y otros intereses de acá y de allá (1951). Fondo de Cultura Económica de España, 1976, ISBN 978-84-375-0089-8
- Análisis de los poemas de Picasso, Ayuntamiento de Málaga, 1996 ISBN 978-84-87035-84-5

### Otras obras
- Patrañas (1921). Cuentos.
- La comedia de un tímido. Comedia en dos actos (1924). Drama.
- Pruebas de Nueva York (1927). Diario de viaje.
- Locos, enanos, negros y niños palaciegos: gente de placer que tuvieron los Austrias en la corte española desde 1563 a 1700 (1939). Historia y documentación.
- Cornucopia de México (1940). Ensayo.
- Vida en claro. Autobiografía (1944). Madrid, Visor Libros, 2006 ISBN 978-84-7522-820-4; memorias.
- Lo que sabía mi loro. Una colección folklórica infantil reunida e ilustrada por José Moreno Villa (1945). Antología folclórica de literatura infantil.
- José Moreno Villa, pinturas y dibujos 1924-1936, Edición Consejería de Cultura de Andalucía y Fundación Unicaja (1999).
- Ideografías de José Moreno Villa, Publicaciones de la Residencia de Estudiantes, 2007. ISBN 978-84-95078-56-8 Ed. Juan Pérez de Ayala. Catálogo de exposición y grabados.
- Navidad, villancicos, posadas, pastorelas, Visor Libros, 2008.
- Medio mundo y otro medio. Memorias escogidas. Ed. de Humberto Huergo Cardoso. Valencia: Pre-Textos, 2010. Selección de las memorias—artículos autobiográficos y semblanzas—publicados en la prensa mexicana desde 1937 hasta 1955.
- Memoria, Madrid, Residencia de Estudiantes y Colegio de México, 2011, recopilación de todos sus escritos autobiográficos, con inéditos; ed. Juan Pérez de Ayala.

#### Artículos
- Pobretería y locura (1945). Recopilación de artículos periodísticos.
- José Moreno Villa escribe artículos (1906-1937), Diputación Provincial de Málaga, 1999 ISBN 978-84-7785-342-8 Colección de artículos periodísticos. Ed. Carolina Galán Caballero.
- Temas de arte, selección de escritos periodísticos sobre pintura, escultura, arquitectura y música, 1916-1954. Valencia: Pre-Textos, 2001. Ed. de Humberto Huergo Cardoso. Recopilación de artículos periodísticos.
- Medio mundo y otro medio. Memorias escogidas, Edición de Humberto Huergo Cardoso (2010). Memorias a través de los artículos que M. Villa publicó en la prensa mexicana desde 1937 hasta 1955.
- Función contra forma y otros escritos sobre arquitectura madrileña, 1927-1935. Edición, introducción y notas de Humberto Huergo Cardoso. Valencia: I See Books, 2010.